# Rauf & Faik
Rauf & Faik (in russo Рауф и Фаик?) sono un duo musicale russo formatosi nel 2015. È costituito dai fratelli gemelli Rauf e Faik Mirzaev.

## Storia del gruppo
Di origine azera, Rauf & Faik si sono avvicinati al mondo musicale sin dall'età di 4 anni. Sono saliti alla ribalta grazie alla pubblicazione del loro album in studio di debutto Ja ljublju tebja, che è entrato nelle classifiche degli album in Lettonia e Lituania. Dal disco è stato estratto Detstvo, che ha ottenuto oltre mezzo miliardo di riproduzioni su YouTube.
Nel 2020 hanno inciso con Niletto il singolo Esli tebe budet grustno, che è risultato uno dei brani più riprodotti nelle radio russe nel corso dell'anno secondo la Tophit. Kolybel'naja (2019) ha ricevuto una certificazione d'oro dalla Związek Producentów Audio-Video per le oltre 25 000 unità vendute.

## Formazione
- Rauf (Rauf Mirzaev; 7 luglio 1999 a Iževsk) – voce
- Faik (Faik Mirzaev; 7 luglio 1999 a Iževsk) – voce

## Discografia

### Album in studio
- 2018 – Ja ljublju tebja
- 2019 – Pain & Memories
- 2021 – Youth I
- 2022 – Youth II: Time Flies

### Singoli
- 2019 – Ėto li sčast'e?
- 2019 – Meždu strok (feat. Octavian)
- 2019 – Detstvo
- 2019 – Moja
- 2019 – Skandaly
- 2019 – Ja ljublju tebja davno
- 2019 – Kolybel'naja
- 2020 – Australia
- 2020 – Wonderful
- 2020 – Den'gi i sčast'e
- 2020 – Zakat i rassvet
- 2020 – Esli tebe budet grustno (con Niletto)
- 2020 – Ugadaj gde ja?
- 2020 – Zapomin I Love You (con Shami)
- 2020 – Tebja net so mnoj (feat. Toxis)
- 2020 – Škola, berezka
- 2021 – Zasypaj spokojno, strana (con Bahh Tee)
- 2021 – Ramadan
- 2021 – Unesënnye vetrami
- 2021 – Tam, gde my s toboj
- 2022 – Rubicon
- 2022 – Luv
- 2022 – 17 let (con Džarachov)
- 2022 – Supergeroj (con Bahh Tee)
- 2022 – Alone Again
- 2022 – Memories (con Dyce)
- 2022 – Animal
- 2023 – Dom
- 2023 – Gotham
- 2023 – Apokalipsis
- 2023 – Perfume
- 2024 – Tak mnogo slov
- 2024 – Fly
- 2024 – Mistake
- 2024 – Follow Me
- 2024 – Samaja
- 2024 – Sabr
- 2025 – Wild Flame
- 2025 – More
- 2025 – 5 minut (con BabyBoi)

## Tournée
- 2018 – Ja ljublju tebja tour
- 2019 – Rauf & Faik Tour
- 2025 – China Tour